# Hovshaga AIF
Hovshaga Allmänna Idrottsförening (HAIF) är en ideell förening som bildades den 24 mars 1986. Hovshaga AIF är en av Växjös och Smålands största idrottsföreningar som bedriver innebandy, fotboll och tennis i stadsdelen Hovshaga i Växjö med närmare 2000 aktiva medlemmar. Hovshaga AIF har fostrat flera framgångsrika idrottsmän- och kvinnor. Lagfärgen är blå.

## Innebandy
Hovshaga AIF:s herrlag i innebandy spelar i division 1 (2024) och har fostrat flera framgångsrika spelare, däribland Ludwig Persson som utsågs till årets center i SSL 2025  och har spelat i svenska innebandylandslaget där han även var med och vann världsmästerskapen i innebandy 2022 i Schweiz. 2024 vann HAIF Smålandscupen efter finalspel mot Hovslätts IK. HAIF:s damlag spelar i division 2 södra och producerade under 2010-talet en mängd SSL-spelare. Vinnaren i Distriktslags-SM 2022 Johanna Ljung har Hovshaga AIF som moderklubb. Det har även Maja Liljeroth med sina 101 poäng i SSL. Ungdomslagen i Hovshaga AIF har spelat A-final i Gothia Innebandy Cup 17 gånger och vunnit turneringen 11 av dessa.

## Fotboll
Både herr- och damlaget Hovshaga AIF spelar i division 3 (2024). 
Charlie Vindehall som (2023) spelar för allsvenska IFK Värnamo har Hovshaga AIF som moderklubb. I Hovshaga AIF:s damlag debuterade f.d. landslagsspelaren Frida Nordin som deltog i världsmästerskapet i fotboll för damer 2003. Även tvillingsystrarna Elin och Nellie Karlsson har Hovshaga AIF som moderklubb. Båda har spelat flera säsonger i damallsvenskan och har meriter från spel med ungdomslandslag. Hanna Lupton som tagits ut för spel med F15-landslaget 2023 är också fostrad i Hovshaga AIF. Även Daniel Pettersson som har spelat i Allsvenskan (2003) med Östers IF, har spelat i klubben på senare år. 